# Neotheropoda
De Neotheropoda zijn een groep theropode dinosauriërs.
De eerste die de naam gebruikte was Robert Bakker in 1986 als een vaag begrip voor meer geavanceerde theropoden.
De eerste exacte definitie als clade werd in 1998 gegeven door Paul Sereno: de groep bestaande uit de laatste gemeenschappelijke voorouder van Coelophysis en de Neornithes en al zijn afstammelingen. In 1999 gaf Padian een definitie die bedoelde dezelfde inhoud te hebben maar verankerd was op Ceratosaurus. Wilson gaf in 2003 een definitie die toch weer gebaseerd was op Coelophysis daar nieuwe analyses uitwezen dat deze soort tot de meest basale aftakking van de meer geavanceerde theropoden behoorde en niet nauw aan de Ceratosauria verwant was; hij noemde nu echter de volle naam: Coelophysis bauri. Sereno gaf in 2005 ook een soort als vertegenwoordiger van de Neornithes: de huismus Passer domesticus.
De oudste bekende Neotheropoda zijn Coelophysoidea uit het Carnien; nog levende vormen zijn de vogels. Verreweg de meeste bekende Theropoda zijn Neotheropoda; uitzondering vormen enkele zeer basale theropoden als Eoraptor, Herrerasaurus en Staurikosaurus die volgens sommige analyses niet eens theropoden zijn maar basale Saurischia buiten de Eusaurischia.